# Eva Remens
Eva Remens, född 30 januari 1910 i Lyngby, Danmark, död 22 juni 1993 i Stockholm, var en svensk läroverksadjunkt och politiker.

## Biografi
Remens tog en fil. mag.-examen 1937 och var därefter lärare vid Höglandsskolan 1938-48. År 1948 kom hon till Nya elementarskolan och var läroverksadjunkt där från 1953.
Remens var politiker i Folkpartiet och blev ledamot av Stockholms stadsfullmäktige 1950 och blev 2:e vice ordförande 1958. Hon var den första kvinnan i fullmäktiges presidium som ordförande 1968-70 och 1:e vice ordförande 1962-68 samt 1970-73. Hon hade också uppdrag som ledamot i Biblioteksnämnden 1955-58, ledamot i Stockholms skönhetsråd 1955-60 samt blev ledamot i Museinämnden 1956 och Byggnadsnämnden 1960.

## Hedersbetygelser
Remens var
- Kommendör av kungliga Vasaorden.
- Kommendör av norska S:t Olavsorden.

och tilldelades
- Das grosse verdienstkreuz mit stern der BRD.
- Das grosse goldene ehrenzeichen Österreich.[1]